# Águila (serie novelesca)
Águila (Eagle, en el original en inglés) es una serie novelesca creada por Simon Scarrow en el año 2000, y narra las peripecias de dos legionarios romanos, un optio (que con el tiempo será ascendido a prefecto) llamado Cato y un centurión (que ascenderá a centurión superior) llamado Macro por el mundo romano de la segunda mitad del siglo I d. C.. En 2014 se publicó Sangre en la arena, una precuela protagonizada por Macro unos años antes de los hechos narrados en El águila del Imperio.

## Novelas publicadas en España
- El águila del Imperio (2000)
- Roma Vincit! (2001)
- Las garras del águila (2002)
- Los Lobos del águila (2003)
- El águila abandona Britania (2004)
- La profecía del águila (2005)
- El águila en el desierto (2006)
- Centurión (2007)
- El gladiador (2009)
- La Legión (2012)
- Pretoriano (2012)
- Cuervos Sangrientos (2014)
- Hermanos de sangre (2015)
- Britania (2016)
- Invictus (2017)
- Los días del César (2018)
- La sangre de Roma (2019)
- Traidores a Roma (2020)
- La exiliada del Emperador (2021)
- El honor de Roma (2022)
- Muerte al Emperador (2023)
- Rebelión (2024)

## Conquista de Britania
El desarrollo de las cinco primeras novelas (El águila del Imperio, Roma Vincit!, Las garras del águila, Los lobos del águila y El águila abandona Britania) se produce durante la conquista romana de Britania, en la que participaran los protagonistas, como legionarios de la Legio II Augusta, luchando en la batalla del río Medway y en la batalla del río Támesis. A partir de la toma de Camulodunum el autor se permite algunas licencias históricas para rellenar las lagunas que hay en la historia de la conquista de Britania y para hacer más amena la lectura (por ejemplo, cuando Macro tiene un romance con la princesa de los icenos Boadicea). En estas novelas aparecen muchos personajes históricos, como el emperador Claudio, su secretario Narciso, el legado Vespasiano y su tribuno superior Vitelio, el general Aulo Plaucio, los jefes britanos Carataco y Togodumno, la futura reina Boadicea, etc.
Cada tomo posee una trama principal, de la cual se desarrolla toda la novela:
- En El águila del Imperio Cato y Macro deben recuperar un cofre con la paga de César a sus legiones.
- Roma Vincit! trata sobre las principales batallas que se libraron en la conquista de Britania.
- En Las garras del águila deben liberar a la familia del general Aulo Plaucio que ha sido capturada por la tribu de los durotriges para ser sacrificada por druidas de esa tribu,
- En Los lobos del águila son enviados a Calleva, la capital de los atrébates (aliados de los romanos), para crear e instruir dos cohortes con los nativos de ese lugar, los Lobos y los Jabalíes,
- Por último, en El águila abandona Britania, Cato se vuelve un fugitivo, pues debe huir al ser castigada su cohorte a la decimatio y ser él uno de los condenados a muerte.

## Misiones de Narciso
Tras el paso por Britania la serie continúa con dos novelas en las que los protagonistas deberán servir como agentes del secretario imperial Narciso. Cato y Macro servirán en la armada romana y se desplazarán hasta la frontera oriental para cumplir sendas misiones que tienen que ver con una sociedad secreta que pretende reinstaurar la República, Los Libertadores.
- En La profecía del águila los dos protagonistas deberán unirse a la flota romana de Rávena como centuriones de la armada para llevar a cabo una campaña contra los piratas que asolan el Adriático.
- El águila en el desierto deberán desplazarse a la frontera oriental del imperio, a la provincia de Judea, donde Macro tomará el mando como prefecto de la Segunda Cohorte auxiliar iliria en el fuerte de Bushir.

## En la frontera oriental
En las tres siguientes novelas Cato y Macro participarán en distintas campañas militares en la frontera oriental del Imperio. Durante estas novelas se producirá el ascenso social y militar de Cato y conocerá a Julia, la que será su esposa.
- En Centurión Cato y Macro son enviados a Palmira para sofocar una revuelta contra un aliado de Roma, el rey Vabathus.
- En El gladiador los centuriones Macro y Cato junto al senador Sempronio y su hija Julia (prometida de Cato) naufragan en la isla de Creta, donde ante la ausencia de autoridad, el senador Sempronio decide tomar el mando como gobernador interino para restaurar el orden y socorrer a los habitantes.
- En La Legión el prefecto Cato y el centurión Macro, al mando de varios buques de guerra romanos, continúan con la misión de capturar al ex gladiador Áyax que asola las costas egipcias con su banda de rebeldes.

## Misión en Roma
Tras sus campañas en la frontera oriental Cato y Macro pasan por Roma a la espera de que les sea otorgando un nuevo destino. Volverán a servir a Narciso como agentes y tendrán su primer contacto con la Guardia Pretoriana. En esta novela serán testigos de la creciente tensión entre los hijos del emperador, Británico y Nerón, por la futura sucesión.
- En Pretoriano Cato y Macro, con identidades falsas, son destinados como pretorianos a la centuria encargada de la protección del palacio y de la familia imperial, por lo que, mientras llevan a cabo su misión, serán testigos del pulso de poder que está fraguándose entre los dos posibles sucesores de Claudio: su hijo legítimo Británico y Nerón, el hijo de su segunda mujer Agripina.

## Regreso a Britania
En las tres siguientes novelas de la serie, Cato y Macro regresan a Britania para continuar con la conquista de la provincia que está lejos de ser pacificada. Sus misiones militares las llevarán a cabo a la sombra de las disputas existentes entre los partidarios de Británico y Nerón. También se producirá en estas novelas la victoria definitiva sobre el líder britano Carataco. 
- En Cuervos sangrientos el nuevo prefecto Cato debe tomar el mando de la Segunda Cohorte auxiliar Tracia de caballería y Macro ponerse al frente de la Cuarta Cohorte de la Decimocuarta Legión.
- En Hermanos de sangre Cato y Macro integrados en la Decimocuarta Legión continúan en la campaña militar de Britania con el objetivo de someter definitivamente a Carataco, rey de los catuvellaunos, que continúa su incansable lucha contra Roma.
- En Britania el prefecto Cato, al frente de sus Cuervos Sangrientos, es enviado a la vanguardia de la lucha contra los duridas britanos, últimos resistentes al poder de Roma.

## De vuelta en Roma como pretorianos
Tras su paso por Britania y la muerte del emperador Claudio, Cato y Macro regresan a Roma como héroes y son integrados en la Guardia Pretoriana para sofocar una rebelión en Hispania. De vuelta en Roma, con Nerón como nuevo emperador, se verán envueltos en la lucha final entre este y su hermanastro Británico por alzarse con el poder absoluto.
- En Invictus Cato y Macro, al mando de la Segunda Cohorte de la Guardia Pretoriana son enviados como vanguardia a la Hispania Tarraconensis donde está produciéndose un levantamiento rebelde.
- En Los días del César el prefecto Cato y el centurión Macro, al mando de la Segunda Cohorte de la Guardia Pretoriana, regresan a Roma para descubrir que la situación política es extremadamente complicada. Nerón es el nuevo emperador y está dispuesto a afianzar su poder eliminando de raíz cualquier resistencia que pudiera surgir a su persona, tanto de los partidarios de su hermanastro Británico como de los nostálgicos de la antigua República.

## Regreso a la frontera oriental como pretorianos
Nerón es el nuevo emperador, ahora ya sin oposición posible, y Cato y Macro continúan su carrera militar como pretorianos.
- En La sangre de Roma el tribuno Cato y el centurión Macro, al mando de la Segunda Cohorte pretoriana, se trasladan a las provincias orientales del Imperio como escolta del general Córbulo, que tiene como misión iniciar una campaña militar que permita recuperar Armenia del control del Imperio Parto.
- En Traidores a Roma Cato y Macro, al mando de la Segunda Cohorte pretoriana, continúan en las provincias orientales del Imperio como escolta del general Córbulo, que prepara un ejército para una posible guerra contra el Imperio Parto. Cato será enviado como embajador romano para negociar un tratado de paz con los partos mientras Macro deberá enfrentarse a una insurrección producida en un reino aliado de Roma.

## Misión en Sardinia
Tras su campaña militar en la frontera oriental Cato y Macro regresan a Roma. Mientras Macro se prepara para su retiro en Britania junto a su esposa Petronela, Cato deberá continuar haciendo frente a las intrigas que rodean la vida del emperador Nerón y que de una forma u otra acaban por afectarle. 
- En La exiliada del Emperador Cato, despojado de su cargo como tribuno pretoriano y separado después de tantos años de su fiel compañero Macro, deberá llevar a cabo una doble misión en la isla de Sardinia por orden del consejero imperial Séneca: escoltar a la amante del emperador, Claudia Acté, al exilio y acabar con una rebelión que se está produciendo en la isla.

## ¿Retiro en Britania?
Si bien el ex centurión Macro y su esposa se desplazan hasta Britania para iniciar una nueva vida tras su retiro de las legiones, el prefecto Cato lo hace con la idea de ocultar a su nueva esposa de la ira del emperador.
- En El honor de Roma el sueño de un retiro pacífico para Macro pronto se verá truncado por dos hechos bien diferenciados. Por un lado, comprobarán que Britania está lejos de ser una provincia totalmente pacificada. Y por otro lado, los intereses de Macro en Londinium se ven amenazados por las bandas criminales de la ciudad que pretenden extorsionarle los frutos de la posada a cambio de protección, poniendo su vida y la de su familia en grave peligro.